# Suberina
A suberina é uma cera sintetizada pelas células do súber das plantas vasculares com crescimento secundário. É uma substância altamente hidrofóbica, impermeabilizando as células, protegendo assim o tronco.
Nas raizes, a suberina é depositada nas paredes radiais e transversais das células da endoderme, resultando uma estrutura denominada camada de Caspari. Esta estrutura evita que a água e os nutrientes entrem no estelo pelo apoplasto e guiando-a através da endoderme pelo simplasto, o que permite uma pré-seleção dos solutos que devem ser absorvidos.
A suberina encontra-se ainda noutros órgãos das plantas como, por exemplo, no reticulado da casca do melão.
É o principal componente da cortiça.

## Estrutura e biossíntese
A suberina consiste de dois domínios, um poliaromático e um polialifático. Os domínios poliaromáticos estão localizados predominantemente na parede celular primária, e os polialifáticos estão localizados entre a parede celular primária e o plasmalema. Presume-se que os dois domínios sejam interligados. A composição qualitativa e quantitativa exata de monômeros de suberina varia em diferentes espécies. Alguns monômeros alifáticos comuns incluem α-hidroxiácidos (principalmente o ácido 18-hidroxioctadec-9-enoico) e α,ω-diácidos (principalmente o ácido octadec-9-ene-1,18-dioico). Os monômeros dos poliaromáticos são ácidos hidroxicinâmicos e derivados, como feruloiltiramina.
Em adição aos componentes alifáticos e aromáticos, o glicerol tem sido relatado como um componente principal da suberina em algumas espécies. Propõe-se que a função do glicerol seja interligar monômeros alifáticos, e possivelmente também ligar monômeros polialifáticos a poliaromáticos, durante a montagem do polímero de suberina. Tem sido mostrado que a etapa de polimerização de monômeros aromáticos envolve uma reação da peroxidase.
A biossíntese de monômeros alifáticos compartilha as mesmas reações iniciais com a biossíntese de cutina, e a biossíntese de aromáticos compartilha as mesmas reações iniciais com a biossíntese de lignina. Lignina e suberina são os únicos polímeros biológicos conhecidos que são irregulares.